# Macromitrium onraedtii
Macromitrium onraedtii är en bladmossart som beskrevs av Maurice Bizot och Onraedt 1976. Macromitrium onraedtii ingår i släktet Macromitrium och familjen Orthotrichaceae. Inga underarter finns listade i Catalogue of Life.